# Senat von Florida

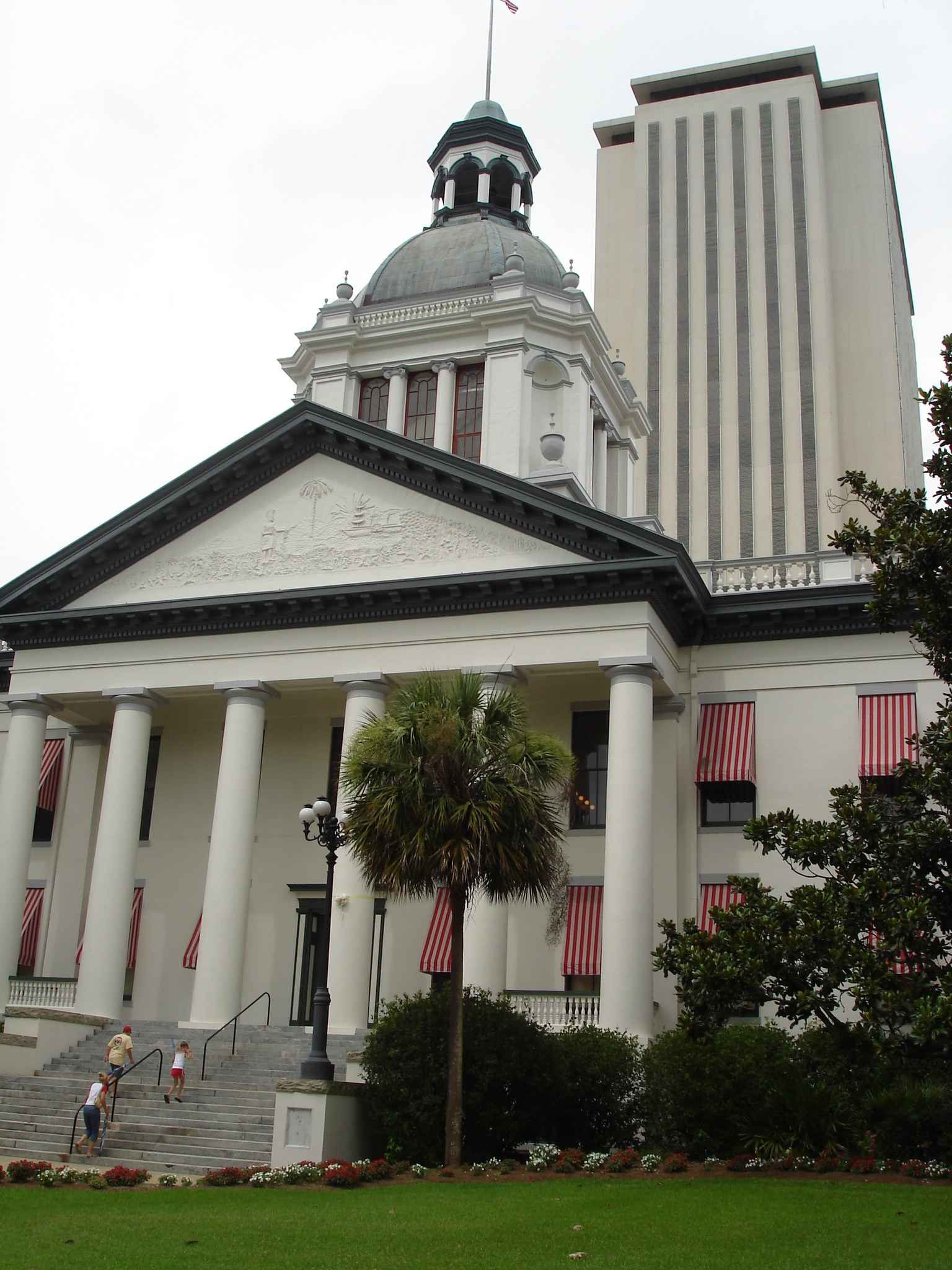
Das alte (Vordergrund) und neue Capitol (Hintergrund)

Der Senat von Florida (Florida State Senate) ist das Oberhaus der Florida Legislature, der Legislative des US-Bundesstaates Florida.
Die Parlamentskammer setzt sich aus 40 Senatoren zusammen, die jeweils einen Wahldistrikt repräsentieren. Die Senatoren werden jeweils für vierjährige Amtszeiten gewählt; eine Beschränkung der Amtszeiten existiert nicht. Üblicherweise werden alle Senatoren in den ungeraden Bezirken in den Jahren, die durch vier teilbar sind, gewählt und zwar mit den US-Präsidentenwahlen. Die Senatoren in den geraden Bezirken werden in den zeitgleich laufenden Wahlen in Florida gewählt. In den Jahren, die mit einer zwei enden, werden alle Senatoren gewählt. So wurden die Senatoren in den ungeraden Bezirken 2002 für eine zweijährige Amtszeit gewählt. Dafür werden die Senatoren in den geradzahligen Bezirken 2012 für eine zweijährige Amtszeit gewählt.
Der Senat und das Repräsentantenhaus von Florida sind beide auf die jeweilige Bevölkerungsgröße in den geografischen Gebieten ausgerichtet. Obwohl sich genau drei Mal so viele Abgeordnete im Repräsentantenhaus (120) als im Senat (40) befinden, sind die Senatsbezirke nicht aus drei Repräsentantenbezirken zusammengesetzt. Die Grenzen sind unabhängig.
Der Sitzungssaal des Senats befindet sich gemeinsam mit dem Repräsentantenhaus im Florida State Capitol in der Hauptstadt Tallahassee.

## Aufgaben des Senats
Wie in den Oberhäusern anderer Bundesstaaten und Territorien sowie im US-Senat fallen dem Senat von Florida im Vergleich zum Repräsentantenhaus spezielle Aufgaben zu, die über die Gesetzgebung hinausgehen. So obliegt es dem Senat, Nominierungen des Gouverneurs in dessen Kabinett, weitere Ämter der Exekutive sowie Kommissionen und Behörden zu bestätigen oder zurückzuweisen.

## Struktur der Kammer
Der Präsident des Senats ist nicht wie in den USA üblich der Vizegouverneur, sondern ein gewähltes Mitglied der Parlamentskammer. Derzeitige Senatspräsidentin ist die Republikanerin Kathleen Passidomo, 28. Wahlbezirk, und der Präsident pro tempore Dennis Baxley.
Zum Mehrheitsführer (Majority leader) wurde der Republikaner Ben Albritton, 27. Wahlbezirk, gewählt; Oppositionsführer (Minority leader) ist die Demokratin Lauren Book, 35. Wahlbezirk.

## Zusammensetzung der Kammer nach der Wahl im Jahr 2022
- Demokraten: 12
- Republikaner: 28

| Partei | Partei                 | Abgeordnete |
| ------ | ---------------------- | ----------- |
|        | Republikanische Partei | 28          |
|        | Demokratische Partei   | 12          |
| Summe  | Summe                  | 40          |